# Большой Атлым
Большой Атлым — село в Октябрьском районе Ханты-Мансийского автономного округа — Югры (Россия). Входит в состав сельского поселения Малый Атлым.
Почтовый индекс — 628110, код ОКАТО — 71121902001.
Расположено на правом берегу Большого Атлыма (на полуострове, образованном излучиной реки) вблизи места его впадения в Обь, в 37 км к юго-востоку от села Октябрьское.

## Население
| 2010 |
| ---- |
| 326  |

## Климат
Климат резко континентальный, зима суровая, с сильными ветрами и метелями, продолжающаяся семь месяцев. Лето относительно тёплое, но быстротечное.

## Известные люди
В селе родился основоположник хантыйской литературы Григорий Дмитриевич Лазарев.